# 5-Énolpyruvylshikimate-3-phosphate synthase
L'EPSP synthase (EPSPS), également appelée 5-énolpyruvylshikimate-3-phosphate synthase, est une transférase qui catalyse la réaction :
phosphoénolpyruvate + 3-phosphoshikimate  {\displaystyle \rightleftharpoons }  phosphate + 5-O-(1-carboxyvinyl)-3-phosphoshikimate (EPSP)
Cette enzyme est présente chez les bactéries, les mycètes, les protistes et les plantes, où elle intervient à la sixième étape de la voie du shikimate réalisant la biosynthèse de trois acides aminés aromatiques : la phénylalanine, la tyrosine et le tryptophane. Dans la mesure où cette voie métabolique est absente chez les animaux, les enzymes qui la constituent sont des cibles privilégiées pour le développement d'antibiotiques, de parasiticides et d'herbicides non toxiques pour l'homme ; l'EPSP synthase est ainsi la cible du glyphosate, principe actif du Roundup, herbicide distribué par la société Monsanto.

Réaction catalysée par l'EPSP synthase.

## Structure et occurrence naturelle
L'EPSP synthase est un monomère dont la masse moléculaire est d'environ 46 kDa,,. Elle est composée de deux domaines reliés par des brins peptidiques. Ces brins agissent comme une charnière, permettant le rapprochement des deux domaines. Quand un substrat se lie à l'enzyme, la liaison au ligand provoque le serrage des deux parties de l'enzyme autour du substrat dans le site actif.
Les EPSP synthases ont été classées en deux groupes en fonction de leur sensibilité au glyphosate. Les enzymes de classe I, présentes chez les plantes et chez certaines bactéries, sont inhibées à de faibles concentrations micromolaires de glyphosate, tandis que les enzymes de classe II, présentes chez d'autres bactéries, sont résistantes à l'inhibition par le glyphosate.
L'EPSPS intervient à la sixième étape de la voie du shikimate. Elle est absente du génome des mammifères,, mais elle peut être présente dans le microbiote intestinal de certains animaux.

## Inhibition par le glyphosate

Structure du glyphosate.

L'EPSP synthase est la cible biologique du glyphosate, un désherbant total développé par la société Monsanto et distribué sous le nom commercial de Roundup. Le glyphosate agit comme inhibiteur compétitif de l'EPSPS en se liant étroitement au complexe EPSP–3-phosphoshikimate, ce qui empêche le phosphoénolpyruvate de se lier à son tour au site actif, d'où blocage de l'enzyme, et de toute la voie du shikimate : privées d'acides aminés aromatiques, les plantes exposées au glyphosate ne peuvent plus synthétiser leurs protéines, et finissent par mourir,.
Les équipes de Monsanto ont identifié une souche de bactéries du genre Agrobacterium, appelée CP4, qui demeure viable en présence de glyphosate, et ont pu développer des plantes génétiquement modifiées pourvues du gène CP4 EPSPS, c'est-à-dire exprimant la forme d'EPSP synthase résistante au glyphosate,.